# Il colibrì (film)
Il colibrì è un film del 2022 diretto da Francesca Archibugi e tratto dall'omonimo romanzo di Sandro Veronesi.

## Trama
In un'alternanza continua di passato e presente, il film ripercorre la vita di Marco Carrera, detto "il colibrì", per via del fisico minuto e delicato ai tempi dell'infanzia.
Marco proviene da una famiglia dell'alta borghesia: i genitori, madre architetto e padre ingegnere, sono uniti da un rapporto di continui alti e bassi, impegnati tra eterni litigi e dipendenza reciproca.
Il ragazzo è da sempre innamorato di Luisa, ragazza italo-francese, con cui ha la sua prima storia d'amore. Suo caro amico è Duccio, con cui decide di partire segretamente per Lubiana, in cerca di fortuna. Appena sono imbarcati in aereo, Duccio è però colto da un incontrollabile attacco di panico, convinto che il velivolo sia destinato a precipitare: i due vengono quindi fatti sbarcare prima del decollo. Poco dopo la partenza, a causa di un guasto, l'aereo effettivamente precipita: quella di Duccio si è rivelata una vera e propria premonizione. L'evento rafforza la "fama" di Duccio quale iettatore, mentre porta Marco ad un senso di gratitudine in quanto "miracolato".
Poco dopo, spirito ribelle e insofferente, Irene, sorella maggiore, si suicida a soli 24 anni, gettandosi in mare. Il lutto e il rancore verso Giacomo che, presente, non ha potuto impedire il gesto estremo, causano una rottura tra i fratelli. I due si ritroveranno soltanto anni dopo, al funerale della madre, e accanto al padre morente, senza riuscire veramente a riavvicinarsi.
Nel frattempo Marco diventa uno stimato medico specialista e accademico.
Dieci anni dopo l'incidente aereo, un'intervista televisiva mostra Marina, hostess che avrebbe dovuto essere in servizio sull'aereo, ma aveva chiesto una sostituzione per assistere la sorella moribonda; considerando la salvezza di Marina una sorta di affinità prodigiosa, Marco riesce a contattare la ragazza ed iniziare una relazione che si corona in matrimonio.
Marina si dimostrerà tuttavia affetta da forti turbe psicologiche, tanto che il suo psicoterapeuta, contravvenendo alle regole deontologiche, rivelerà a Marco la gravità dello stato della moglie, oltre che la sua regolare infedeltà. Anche la loro bambina, Adele, si scoprirà risentire di anomalie comportamentali, convinta dell'esistenza di un filo invisibile che materialmente condiziona la sua vita. Marina e Marco si separeranno e sarà quest'ultimo a doversi dedicare appieno alla figlia.
Adele crescendo ritrova equilibrio e gioia di vivere. Poco più che ventenne, accoglie con gioia una gravidanza nata da una relazione occasionale: nasce una bambina meticcia, chiamata Miraijin, ovvero persona del futuro. Pochi mesi dopo, durante un'arrampicata sportiva, sua grande passione, Adele ha un incidente mortale. Marco, disperato, trova nella nipotina la forza per andare avanti.
La passione per il gioco, coltivata fin da ragazzo, conduce Marco a partecipare ad incontri di poker professionali, guidati dal suo storico amico Luigi. Durante una serata di poker, Marco rincontra Duccio, diventato "iettatore di professione". Duccio consiglia all'amico di ritirarsi da quell'incontro, rivelando di essere stato incaricato da Luigi di portare sfortuna al suo avversario in modo che Luigi vinca una consistente somma di denaro. Marco dichiara di non credere all'influsso negativo di Duccio e nonostante l'avvertimento non si ritira dal gioco. Sarà addirittura lui a vincere la somma di 840.000 euro a Luigi. Al momento di ricevere l'assegno però Marco dichiara di essere soddisfatto della sua vita, del suo lavoro e del ruolo di nonno e tutore verso la nipotina, e, ritenendo che i soldi ottenuti con la vincita avrebbero potuto apportare significativi cambiamenti alle sue abitudini, rinuncia alla quota.
Durante tutto l'arco della propria vita il protagonista coltiva, come detto, una relazione platonica con Luisa, il primo amore mai dimenticato. Soltanto in età matura viene a sapere che Luisa aveva avuto una storia sentimentale con Giacomo (fratello minore di Marco) e anche con questi mantiene una sorta di legame affettivo. Libero da un legame mai veramente vissuto, Marco acquista finalmente una nuova serenità.
La storia si conclude quando Marco, ormai anziano, è affetto da un male incurabile; non volendo costringere Miraijin a rinunciare alla propria vita per assisterlo, né subire le sofferenze della chemioterapia, ed un inesorabile declino, Marco decide di ricorrere all'eutanasia. Se ne va serenamente, di fronte al mare della sua villa di famiglia, salutato da tutti gli affetti della sua vita.

## Produzione
Le riprese si sono svolte tra Roma, Parigi, Firenze e Monte Argentario per una durata di 9 settimane.

## Promozione
Il primo trailer del film è stato pubblicato il 16 settembre 2022.

## Distribuzione
Il film è stato presentato il 13 ottobre 2022 in anteprima alla Festa del Cinema di Roma 2022 e distribuito nelle sale cinematografiche italiane dal 14 ottobre 2022.

## Colonna sonora
La colonna sonora del film è stata curata da Battista Lena. Essa presenta al suo interno il brano interpretato da Marco Mengoni Caro amore lontanissimo, scritto inizialmente nel 1973 da Sergio Endrigo, rimaneggiato da Riccardo Sinigallia con produzione di Giovanni Pallotti, sotto lo pseudonimo E.D.D..

## Riconoscimenti
- 2023 – David di Donatello[8]
  - Candidatura al David Giovani
  - Candidatura alla migliore sceneggiatura non originale a Francesca Archibugi, Laura Paolucci, Francesco Piccolo
  - Candidatura al miglior trucco a Paola Gattabrusi e Lorenzo Tamburini
  - Candidatura alla migliore canzone originale per Caro amore lontanissimo
- 2023 – Nastro d'argento[9]
  - Migliore canzone originale per Caro amore lontanissimo
  - Candidatura alla migliore attrice non protagonista a Kasia Smutniak
- 2023 – SIAE Music Awards[10]
  - Candidatura alla colonna sonora cinema